# تحليل التسلسل الاجتماعي
تحليل التسلسل الاجتماعي (social sequence analysis) ,  هو تطبيق خاص لتحليل تسلسل مجموعة من الأساليب التي كانت مصممة أصلاً في تطبيقات الحاسوب  لتحليل تسلسل الحمض النووي (DNA) , والحمض النووي الرايبوزي (RNA) , وسلسلة الاحماض امينية (piptide sequences) .
يتضمن تحليل التسلسل الاجتماعي فحص العمليات الاجتماعية المرتبة، بدءاً من انماط التفاعل الاجتماعي الصغير (على سبيل المثال، ديناميكيات التبديل في المحادثات وديناميكيات الاتصال بين الافراد إلى تطوير التسلسل الهرمي الاجتماعي والأنماط الزمانية والمكانية. ويمكن ان يتضمن تحليل هذه الانماط حسابات وصفية لأنماط التسلسل، وتحليل تاريخ الأحداث الاحصائية، وتحليل المطابقة الأمثل، وتحليل السرد أو بنية الحدث، وتسلسل الشبكات الاجتماعية الديناميكية. أساليب تسلسل الاجتماعية أصبحت أكثر انتشارا بعد أن أدخلت للعلوم الاجتماعية في الثمانينات وفترة من النمو البطيء خلال التسعينات.

## التاريخ
تم أولاً استيراد طرق تحليل التسلسل إلى العلوم الاجتماعية من العلوم البيولوجية في جامعة شيكاغو من قبل عالم الاجتماع (Andrew Abbott) في ثمانينات القرن العشرين، وقد تطورت منذ ذلك الحين بطرق فريدة من نوعها للعلوم الاجتماعية. وقد استخدم علماء في علم النفس والاقتصاد والأنثروبولوجيا والديموغرافيا والاتصال والعلوم السياسية، وخاصة علم الاجتماع أساليب التسلسل منذ ذلك الحين. علماء النفس قد استخدمت هذه الأساليب لدراسة كيفية ترتيب المعلومات يؤثر على التعلم، وتحديد هيكل في التفاعلات بين الأفراد.
في علم الاجتماع، تستخدم تقنيات التسلسل الأكثر شيوعاً في الدراسات المتعلقة بأنماط التنمية مدى الحياة ودورات الحياة وتاريخها.وقد كان هناك قدر كبير من العمل على التطوير المتسلسل للمهن، وهناك اهتمام متزايد بكيفية تشابك المسارات الوظيفية مع تسلسل مدى الحياة.واستخدم كثير من العلماء تقنيات التسلسل لنموذج كيف ترتبط أنشطة الأسرة والعمل في الأقسام المنزلية للعمل، ومشكلة جدولة المزامنة داخل الاسر. تتمحور دراسة أنماط التفاعل بشكل متزايد حول المفاهيم المتسلسلة، مثل أخذ الأدوار، وهيمنة الأقوال المتبادلة، والاستدراج الاستراتيجي لأنواع الاستجابات المفضلة.
بدأ محللو الشبكات الاجتماعية باللجوء إلى أساليب ومفاهيم تسلسلية لفهم كيفية تنفيذ الاتصالات والأنشطة الاجتماعية في الوقت الفعلي، ولتوضيح وتصوير كيفية تطور شبكات كاملة. وبدأ علماء الأوبئة في الشبكات الاجتماعية بفحص تسلسل الاتصال الاجتماعي لفهم انتشار المرض بشكل أفضل. تعرض استخدام اساليب التسلسل في البداية للنقد من قبل علماء الاجتماع الذين عارضوا التوجه الوصفي والميكانيكي للحد من اساليب التسلسل المبكر، وكذلك عدم ملائمة أساليب التسلسل الحيوي والظواهر الاجتماعية الفريدة. منذ عام 2000 كان هناك زيادة في الاهتمام بتكرير طرق التسلسل، مما أدى إلى بعض التحسينات الرئيسية في طرق التسلسل الاجتماعي. وجاء العديد من التطورات المنهجية في تحليل التسلسل الاجتماعي في أعقاب قضية خاصة 2000 مكرسة لموضوع في اساليب لمقارنة التسلسل. وقد ادى هذا النقاش إلى ظهور العديد من الابتكارات المنهجية التي تعالج طرق المقارنة المتسلسلة التي تم تطويرها في القرن العشرين.
في مقالة عام 2006 في المجلة الأمريكية لعلم الاجتماع، اقترح ديفيد ستارك و Balazs Vedre مصطلح 'تحليل ال تسلسل الاجتماعي' " to distinguish the approach from bioinformatic sequence analysis".
نظمت الأساليب الاجتماعية والبحوث قضية خاصة أخرى حول تحليل التسلسل الاجتماعي في عام 2010 ، مما أدى إلى ما أطلق عليه العلماء 'الموجة الثانية' من تحليل التسلسل.

## الأسس النظرية
إن تحليل أنماط التسلسل الاجتماعي له أسس في النظريات الاجتماعية التي ظهرت في منتصف القرن العشرين.
جادل منظّرو الهيكلة بأن المجتمع هو نظام يتميز بأنماط منتظمة. حتى الظواهر الاجتماعية الظاهرة على ما يبدو أمر  يمكن التنبؤ بها للغاية. تعمل هذه الفكرة كحافز ضمني وراء استخدام محللي التسلسل الاجتماعي للمطابقة المثلى والطرق ذات الصلة لتحديد (الطبقات) الشائعة للتسلسلات على جميع مستويات التنظيم الاجتماعي، وهو شكل من اشكال البحث عن الأنماط. وقد أصبح هذا التركيز على أنماط منتظمة للعمل الاجتماعي إطارا ذات نفوذ متزايد لفهم التفاعل الاجتماعي الصغير وتسلسل الاتصال «أو microsequence»'
ويرتبط ذلك ارتباطًا وثيقًا بنظرية الهيكلة (Anthony Giddens) ، التي تنص على أن سلوكيات الممثلين الاجتماعيين يتم تنظيمها في الغالب من خلال إجراءات روتينية، والتي توفر بدورها القدرة على التنبؤ وإحساسًا بالاستقرار في عالم اجتماعي فوضوي سريع الحركة.وتكرر هذه الفكرة أيضا في مفهوم بيير بورديو(Pierre Bourdius) ،  والذي يؤكد على ظهور وتأثير وجهات النظر العالمية المستقرة في توجيه العمل اليومي، وبالتالي إنتاج تسلسل منظم يمكن التنبؤ به من السلوك. كان التأثير الناتج عن الروتين كنوع من الهيكلة على الظواهر الاجتماعية قد ظهر لأول مرة تجريبيا من قبل (Pitirim Sorokin) ، الذي قاد دراسة عام 1939 التي وجدت أن الحياة اليومية روتينية إلى درجة أن شخصًا معينًا قادر على التنبؤ بدقة تصل إلى 75٪ كم من الوقت سوف تمضي في القيام بأشياء معينة في اليوم التالي.
إن حجة تالكوت بارسونز(Talcott Parsons) بأن جميع الأطراف الفاعلة الاجتماعية موجهة بشكل متبادل لنظمها الاجتماعية الكبيرة (على سبيل المثال، أسرتها ومجتمعها الأكبر) من خلال الأدوار الاجتماعية، تكمن أيضًا في اهتمام متحللي التسلسل الاجتماعي بالروابط الموجودة بين جداول الفعاليات الاجتماعية المختلفة والخبرات المطلوبة، مما أدى إلى وجود قدر كبير من العمل على التزامن بين الجهات الفاعلة الاجتماعية والاتصالات الاجتماعية والمجتمعات الكبيرة.
كل هذه التوجهات النظرية سوية تستدعي نقدًا للنموذج الخطي العام للواقع الاجتماعي، والذي كما هو مطبق في معظم العمل ينطوي على أن المجتمع إما ثابت أو أنه عشوائي للغاية بطريقة تتفق مع عمليات ماركوف(Markov).
استلهم هذا القلق الإطار الأولي لتحليل التسلسل الاجتماعي باعتباره ترياقًا للنماذج الخطية العامة. كما أنها حفزت المحاولات الأخيرة لوضع نماذج متسلسلة للأنشطة أو الأحداث من حيث العناصر التي تربط الجهات الفاعلة الاجتماعية بالهياكل الشبكية غير الخطية. هذا العمل، بدوره، متأصل في نظرية جورج سيميل (Georg Simmels) , بأن تجربة الأنشطة والتجارب والحالات المماثلة تعمل كحلقة وصل بين اللاعبين الاجتماعيين.

## المفهوم والأساليب
تستخدم تقنيات تحليل التسلسل على نحو متزايد لدراسة مجموعة واسعة من الظواهر الاجتماعية المتسلسلة أو المنظمة.
تشير التسلسلات  عادة إلى الظواهر التي يتم ترتيبها مؤقتًا (أي، التي تتضمن الأحداث أو الحالات التي تتكشف على مدى فترة من الزمن) ، ولكن التسلسل قد يعكس أيضًا الترتيب المكاني، أو ترتيب التفضيل، أو الترتيب الهرمي، أو الترتيب المنطقي، أو أنواع أخرى من الترتيب.وقد تم تصميم مجموعة متنوعة من التقنيات لوصف هذه الطلبات وتقديرها وتوقعها.

### عمليات التسلسل خطوة بخطوة( Step_by_step sequence processes)
تم نشر العديد من النصوص المكرسة لفحص ظواهر التسلسل الاجتماعي.ركز البعض على وصف بنية العمليات الاجتماعية الصغرى العشوائية - مثل أخذ الأدوار أثناء المحادثات (غالبًا ما تمت دراستها في تحليل المحادثة) - بينما ركز البعض الآخر على طرق الكشف عن الأنماط المتتالية في السلوك الاجتماعي.
عادة ما تتبنى هذه المقاربات منظور 'خطوة بخطوة' على الظواهر المتتالية من خلال التركيز على كيفية صياغة فعل اجتماعي معين (على سبيل المثال، المساهمة في محادثة جماعية) أو ظاهرة (على سبيل المثال، الدخول في مهنة معينة) من قبل سابقة (ل شكل لاحقة) أو تجربة.
في هذا العمل، يهتم المحللون بأنواع معينة من التحولات الاجتماعية أو الاعتماد من الدرجة الأولى بين الدول.
هنا يعتمد الباحثون في كثير من الأحيان على طرق مصممة لتحديد العمليات السببية، وخاصةً السلاسل الزمنية، وماركوف وطرق التاريخ والحدث الانحداري للمدة الزمنية.
إن الأبحاث التي تعتمد مقاربات تحليل التسلسل التدريجي خطوة بخطوة تعالج انتقالًا معينًا (على سبيل المثال، الانتقال من كونها وحيدة إلى أن تكون متزوجة) كنتيجة لسلسلة سببية قصيرة ذات أسباب سابقة.
بالتالي  يوفر هذا العمل  نظرة ثاقبة للعلاقات المشتركة بين الحالات الاجتماعية أو الحالات.

### تسلسل كامل
هناك قيود على المقاربات خطوة بخطوة وهي أنها تطلق الانتقالات من سلسلة الأحداث الكبرى التي تسبق هذه التحولات وتتبعها. وللاستفادة من مثال في مدرسة علم الاجتماع في شيكاغو، قالت 'حلقة العلاقات العرقية' لروبرت إ. بارك (Robert E . Park) إن الصراع غالباً ما ينتج عندما تتعرض مجموعتان عرقيتان لبعضهما البعض.
بمرور الوقت، غالباً ما يفسح هذا المجال للتعايش السلمي. لكن هذا أكثر احتمالا إذا كانت العلاقات بين الجماعات تنطوي على تنمية تدريجية من المنافسة والصراع إلى السكن والاستيعاب.
ومن غير المحتمل أن تتقلب العلاقات بين الإيجابي والسلبي، لأن هذا يؤدي إلى عدم الاستقرار وعدم الثقة.
فقط من خلال دراسة تسلسل العلاقات 'الكامل'، يمكن فهم السياق الاجتماعي الذي يمكن أن تتكشف فيه الظواهر الاجتماعية المستقبلية.
يوفر التسلسل بالكامل سياقًا تاريخيًا أكثر ثراءً من المعلومات التي يمكن أن توفرها حالة سابقة واحدة.
بعد هذا المنطق، ينظر محللو التسلسل الاجتماعي بشكل متزايد إلى الظواهر الاجتماعية كمكونات لعمليات أكبر وأكثر تدرجية، والتي قد تظهر أو لا تظهر عناصر متسلسلة مرتبطة ببعضها البعض.
وقد ركزت هذه المنطقة من تحليل التسلسل الاجتماعي على تطوير أساليب الحد من البيانات التي يمكنها اكتشاف الأنماط التي تكمن وراء تيارات معقدة من الظواهر الاجتماعية.
جادل أندرو أبوت(ِAndrew Abbott) بأن طرق المحاذاة المتسلسلة في علم الأحياء ونظرية المعلومات وعلوم الكمبيوتر قدمت نماذج مفيدة. طور كلا الحقلين مجموعة من عمليات محاذاة التسلسل لتسهيل المقارنة بين التسلسلات الكاملة.
قام علماء الاجتماع بتكييف هذه الطرق في شكل تحليل المطابقة الأمثل (OM)، غالبًا بالتزامن مع تقنيات التحليل العنقودي للمساعدة في تحديد فئات أنماط التسلسل الشائعة.
استُخدمت طرق المحاذاة التسلسلية لأول مرة من قبل علماء الاجتماع بهدف تحديد القواسم المشتركة بين أنماط التسلسل (على سبيل المثال، المسارات الوظيفية المشتركة وتسلسل مسار الحياة المشترك)، وتصنيف الأفراد فيما يتعلق بفئات أو أنواع التسلسلات التي عرضها.
في السنوات الأخيرة، بدأ محللون متسلسلون يتحولون إلى طرق تحليل الشبكات الاجتماعية لتصوير وقياس مفاهيم وعمليات التسلسل المعقدة، مثل الطريقة التي تربط الدول المتعاقبة بين مختلف الفاعلين الاجتماعيين معًا.
أثبتت هذه التقنيات قيمة في سياقات متنوعة. فعلى سبيل المثال، أظهرت الأبحاث في دراسة دورة الحياة أن خطط التقاعد لا تتأثر فقط خلال العام أو العامين الأخيرين من حياة المرء، ولكن بدلا من ذلك تتكشف كيفية عمل المرء وعمله الأسري على مدى عدة عقود.
تقاعد الأشخاص الذين اتبعوا مسارًا وظيفيًا منظمًا (يتميزون بعمالة ثابتة وتسلق سلم تدريجي داخل منظمة واحدة) في وقت مبكر عن غيرهم، بما في ذلك الأشخاص الذين لديهم وظائف متقطعة، والذين دخلوا القوى العاملة في وقت متأخر، وكذلك أولئك الذين استمتعوا بها التوظيف المنتظم ولكن الذي اتخذ العديد من التحركات الجانبية عبر المنظمات طوال حياتهم المهنية.
في مجال علم الاجتماع الاقتصادي، أظهرت الأبحاث أن الأداء الراسخ لا يعتمد فقط على اتصال الشبكات الاجتماعية الحالي أو الحديث، بل أيضًا على استمرارية أو ثبات اتصالاتها مع شركات أخرى.
فالشركات التي لديها المزيد من هياكل شبكة الملكية 'المتماسكة بشكل دائم' تجتذب المزيد من الاستثمارات الأجنبية أكثر من الهياكل الأقل استقرارًا أو الارتباطات بشكل سيئ.
كما استخدمت الأبحاث البيانات المتعلقة بتسلسل نشاط العمل اليومي لتحديد فئات جداول العمل، وإيجاد أن توقيت العمل خلال اليوم يؤثر بشكل كبير على قدرات العمال للحفاظ على اتصالات مع المجتمع الأوسع، مثل من خلال الأحداث المجتمعية.
في الآونة الأخيرة، تم اقتراح تحليل التسلسل الاجتماعي كنهج ذي مغزى لدراسة المسارات في مجال المشاريع الإبداعية، مما يسمح بمقارنة خصوصيات المهن الإبداعية الفريدة.
في حين تم تطوير طرق أخرى لبناء وتحليل تركيبة التسلسل الكاملة خلال العقود الثلاثة الماضية، بما في ذلك تحليل بنية الحدث، تشكل طرق المقارنة المتسلسلة OM وغيرها العمود الفقري للبحوث حول التسلسل الكامل الهياكل.

### 'الإجراءات
محللو التسلسل الاجتماعي يهتمون بعدد من الخصائص القابلة للقياس الكمي للعمليات الاجتماعية المرتبة، وقد تم تطويرها لقياس هذه النتائج.
وهي تشمل مقاييس الاستوكاستك(stochasticity) أو التوصيل التتابعي (سواء وإلى أي مدى تعتمد الحالة المجاورة بالتتابع على بعضها البعض، بالمعنى الماركوفي (Markovian) ، تكرار متتابع (ما إذا كانت أحداث أو وضع معين يمكن أن يحدث أكثر من واحد في سياق تسلسل معين).
إلى أي مدى تكون الشروط مسبقة منطقية لبعضها البعض (وهي مسألة يتم استكشافها في كل من تحليل بنية الحدث وأشكال أخرى من تحليل المتطلبات المسبقة، مثل تحليل PERT).
(ما إذا كانت العلاقة بين حالتين متتابعتين أو عناصر تختلف باختلاف المكان الذي يتم فيه تقييم تلك العلاقة) ، أو وجود نوبات (سواء كانت حالات أو عناصر معينة 'لزجة' أو كانت عطالة وبالتالي تميل إلى التكرار وتبقى مرة واحدة تحدث) ، والتجانس (ما إذا كانت خصائص التسلسل مثل التحولات متشابهة، وبالتالي ما إذا كانت التتابعات لها نفس البنية، عبر موضوعات تنتمي إلى مجموعات اجتماعية مختلفة، مثل العرق أو الجنس أو الوضع الاجتماعي الاقتصادي).

### التصور
القوة التجريبية لتحليل التسلسل هو تركيزه على طرق لتصور الظواهر الاجتماعية غير ذلك على ما يبدو معقدة للغاية. تسهل مجموعة متنوعة من الوسائل البصرية - خاصة الرسوم البيانية والرسوم البيانية للشبكة - اكتشاف أنماط التسلسل. تستبدل إحدى المساعدات البصرية، والمعروفة باسم مؤامرة انتقالية، الأرقام الموجودة في خلايا مصفوفة الانتقال برمز مرئي يعكس حجم العلاقة بين دولتين أو ظاهرتين معينتين.
في هذا النوع من الرسم البياني، يختلف حجم الرموز أو شكلها باختلاف احتمالات الانتقال.
يمكن أيضًا أن يتم تصوير التحولات التي تحدث داخل مجموعة من التتابعات باستخدام مخطط تشبه الشبكة يسمى رسم تخطيطي لتحويل الحالة، والذي يعرض عناصر كنقاط في شبكة
بهذه الطريقة، يمكن التأكيد على العلاقات بين العناصر باستخدام المساعدات الرسومية، مثل ضبط سماكة الخطوط بين الدول.
تعد مخططات الانتقال ومخططات انتقال الحالة مفيدة لتصوير أنماط التحولات من الدرجة الأولى (Markovian).
أنها لا توفر معلومات حول عندما تحدث انتقالات أو تسلسل عموما الأنماط.
إحدى المساعدات البصرية المفيدة في كل من هذه النواحي هي مؤشّر التتابع المتسلسل، والذي يتم تقديم مثال له على الجانب الأيمن من هذه الصفحة. يعرض هذا النوع من الرسم البياني كل تسلسل في العينة
يتضمن المحور y جميع الملاحظات، مكدسة فوق بعضها البعض
يصور المحور السيني مواقع التسلسل بالترتيب.
يتم ترتيب الملاحظات في مخطط فهرس التسلسل بحيث يتم تجميع الحالات التي لها نفس ترتيب التسلسل بجوار بعضها البعض على المحور y.
يمكن استخدام رسم بياني مشابه، يسمى الرسم البياني لتوزيع الحالة، لتبسيط الأنماط التي تكون كامنة في مخططات فهرس التسلسل. مثل مؤامرات التسلسل للمؤشر، فإن متواليات تسلسل صفيف الرسم البياني لتوزيع الحالة مرتبة حسب المحور السيني.يتمثل الاختلاف الرئيسي في أن المحور y لا يحتوي على حالات فردية، ولكن انتشار كل عنصر في كل موضع على المحور x. نوع خاص من الرسم البياني لتوزيع الحالة هو الرسم المؤقت، المصمم خصيصًا لبيانات التسلسل المرتبة مؤقتًا. وأخيرًا، يتم تصوير التسلسلات في الغالب على أنها شبكات، يتم فيها إظهار تسلسلات الموضوعات المتعددة بحيث تتقاطع مع كل أحداث أو حالات فنية محددة. هذا النهج هو الأكثر شيوعًا في تحليل شبكات التسلسل، وخاصة الشبكات السردية

## التطوير المؤسسي
عقد المؤتمر الدولي الأول المخصص للبحث العلمي الاجتماعي الذي يستخدم أساليب تحليل التسلسل - مؤتمر Lausanne   حول تحليل التسلسل، أو LaCOSA - في لوزان، سويسرا في يونيو 2012
عقد مؤتمر ثانٍ (LaCOSA II) في Lausanne في يونيو 2016. ستعقد المؤتمرات الدولية المستقبلية كل عامين في مواقع مختلفة